# Irlam
Irlam är en ort i distriktet Salford, i Storbritannien. Den ligger i grevskapet Greater Manchester och riksdelen England, i den centrala delen av landet, 260 km nordväst om huvudstaden London. Irlam ligger 22 meter över havet och antalet invånare är 19 442.
Terrängen runt Irlam är platt. Runt Irlam är det tätbefolkat, med 636 invånare per kvadratkilometer. Närmaste större samhälle är Manchester, 13,0 km öster om Irlam. Trakten runt Irlam består i huvudsak av gräsmarker.